# Thysanotus
Thysanotus é um género botânico pertencente à família Laxmanniaceae.
  São  angiospermas que possuem apenas um cotilédone na semente. Folhas invaginantes com presença de nervuras paralelas.

1. ↑  «Thysanotus — World Flora Online». www.worldfloraonline.org. Consultado em 19 de agosto de 2020